# Geoblasta
Geoblasta es un género monotípico de orquídeas de hábitos terrestres. Es originaria de Sudamérica.
El género es monotípico y fue publicado por João Barbosa Rodrigues en Vellosia (ed. 2) 1: 132. en 1891.  Su única especie Geoblasta penicillata (Rchb.f.) Hoehne ex Correa, originalmente Chloraea penicillata Rchb.f.
El nombre del género  viene del griego geo, tierra, y de blastos, rayos, en alusión a su hábito terrestre.
Esta especie se registra al este de Argentina, Uruguay y estados del sur de Brasil, por lo general en las zonas montañosas.  Las plantas son terrestres, mostrando períodos de latencia, con una única raíz más o menos tuberosa, resistente incluso a las sequías prolongadas y a los incendios. Presentan pseudotallo herbáceo duro y algo carnoso.
El género se caracteriza principalmente por presentar una flor, rara vez dos, de atractivo color verde, con labio libre en la columna que termina con una franja.

## Sinónimos
- Chloraea penicillata Rchb.f., Otia Bot. Hamburg.: 51 (1878).
- Chloraea bergii Hieron., Bol. Acad. Nac. Ci. 3: 380 (1879).
- Chloraea arechavaletae Kraenzl., Bot. Jahrb. Syst. 9: 316 (1888).
- Geoblasta teixeirana Barb.Rodr., Vellosia, ed. 2, 1: 133 (1891).
- Chloraea teixeirana (Barb.Rodr.) Cogn. in C.F.P.von Martius & auct. suc. (eds.), Fl. Bras. 3(4): 107 (1893).
- Asarca arechavaletae (Kraenzl.) Kuntze, Revis. Gen. Pl. 3(2): 298 (1898).
- Geoblasta arechavaletae (Kraenzl.) Szlach. & Marg., Polish Bot. J. 46: 125 (2001).
- Geoblasta bergii (Hieron.) Szlach. & Marg., Polish Bot. J. 46: 125 (2001).[1]